# 田原湾
田原湾（たはらわん）は、愛知県豊橋市と田原市の市境に位置する湾。

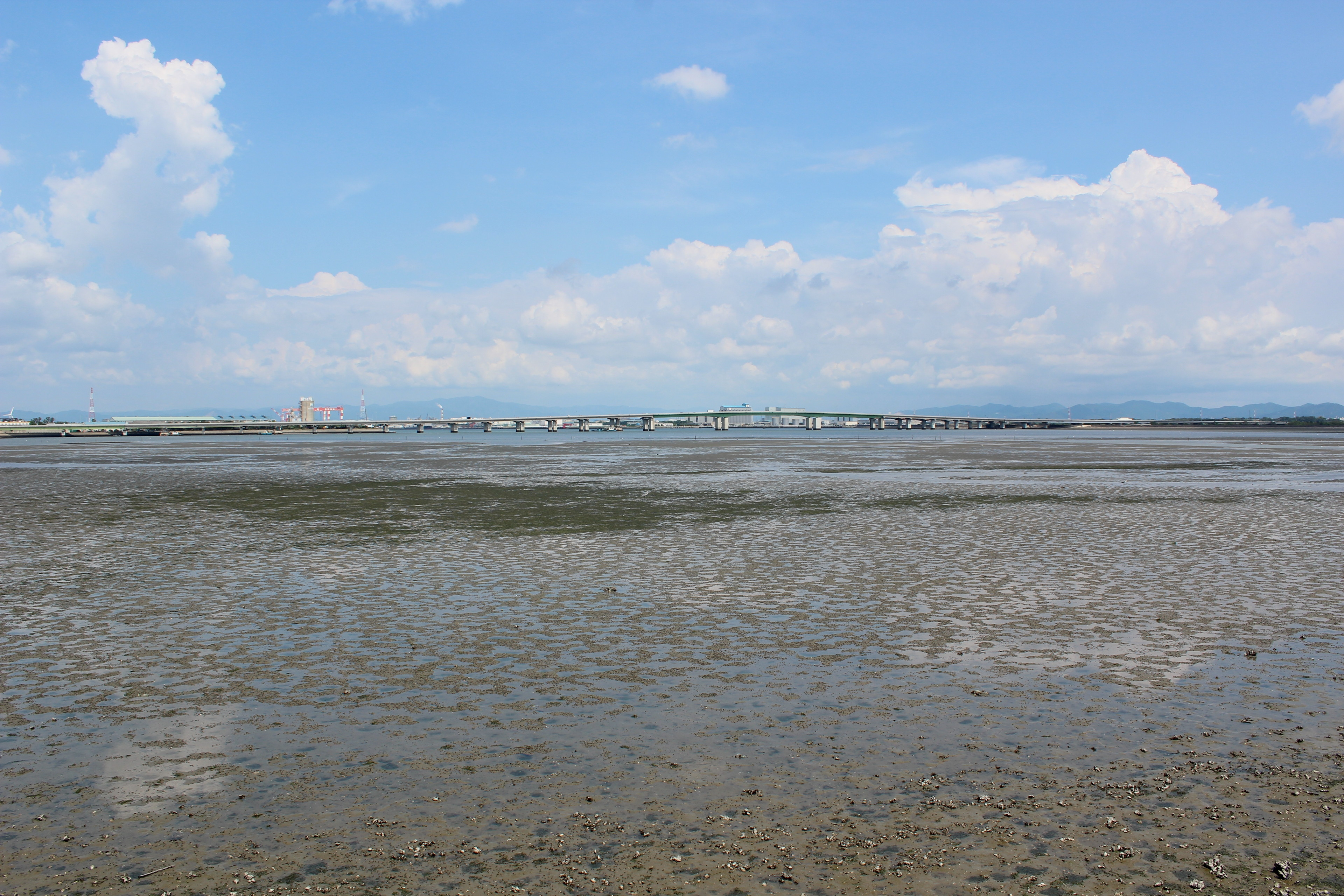
汐川干潟のある田原湾

## 概要
三河湾の湾である渥美湾のさらに最奥部に位置する。遠浅の海で、干潟が発達していたため、ノリ養殖やアサリなどの漁業が盛んに行われていたが、1972年（昭和47年）に当地に三河港が造成されると、汐川干潟を残して田原二号地区・豊橋明海地区・神野地区などが埋め立てられ、工業地域となっている。

## 田原湾訴訟
1960年代、愛知県企業局が東三河臨海工業地帯の造成のため干潟の埋め立てを計画したが、干潟といえども所有者がおり、海面下の土地に所有権はないとする県企業局側と、明治時代に地券も交付され売買も行われてきたとする土地所有者が対立。土地所有者は、干潟の土地の滅失登記を認めた名古屋法務局を相手に訴訟を起こした。1976年4月28日、名古屋地方裁判所は地主側の主張を認める判決があったが国側が控訴、上告を行った。1986年12月16日、最高裁判所は海域を一般利用に供されてきた自然公物とし、国の直接の公法的支配管理に服し、特定の者の排他的利用は許されないとして土地所有者側が敗訴した。

## 主な流入河川
- 汐川[1]
- 梅田川[1]
- 柳生川[1]
- 紙田川[1]
- 蜆川[1]
- 境川[1]